# اس‌تی‌اس-۱۲۹
اس‌تی‌اس-۱۲۹ (انگلیسی: STS-129) یکی از ماموریت‌های برنامه شاتل‌های فضایی بود که در تاریخ ۱۶ نوامبر , ۲۰۰۹ از پایگاه فضایی کندی به مقصد ایستگاه فضایی بین‌المللی پرتاب شد. این ماموریت توسط شاتل آتلانتیس و برای مدت حدود ۱۱ روز انجام گرفت.

## نگارخانه

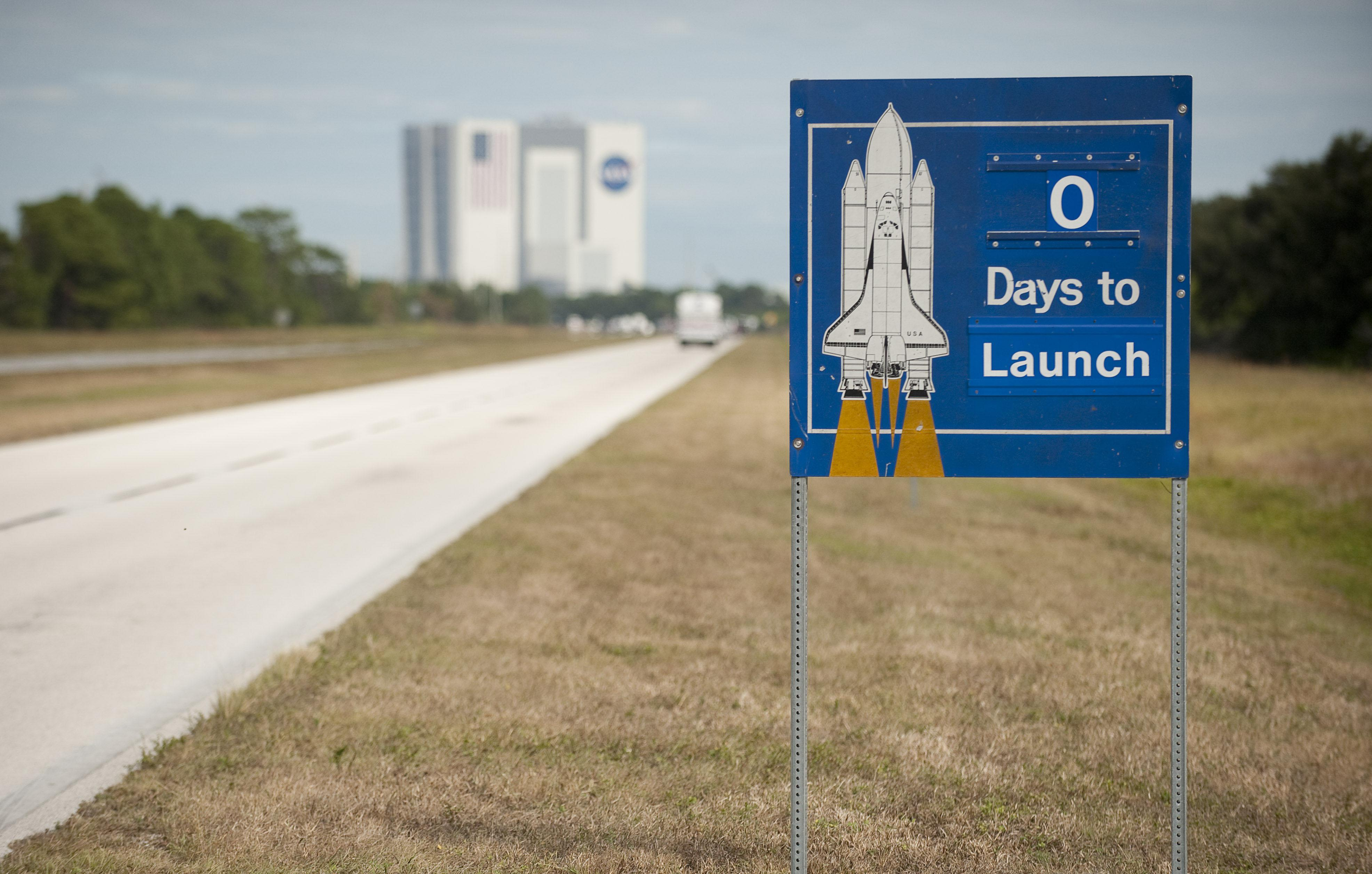
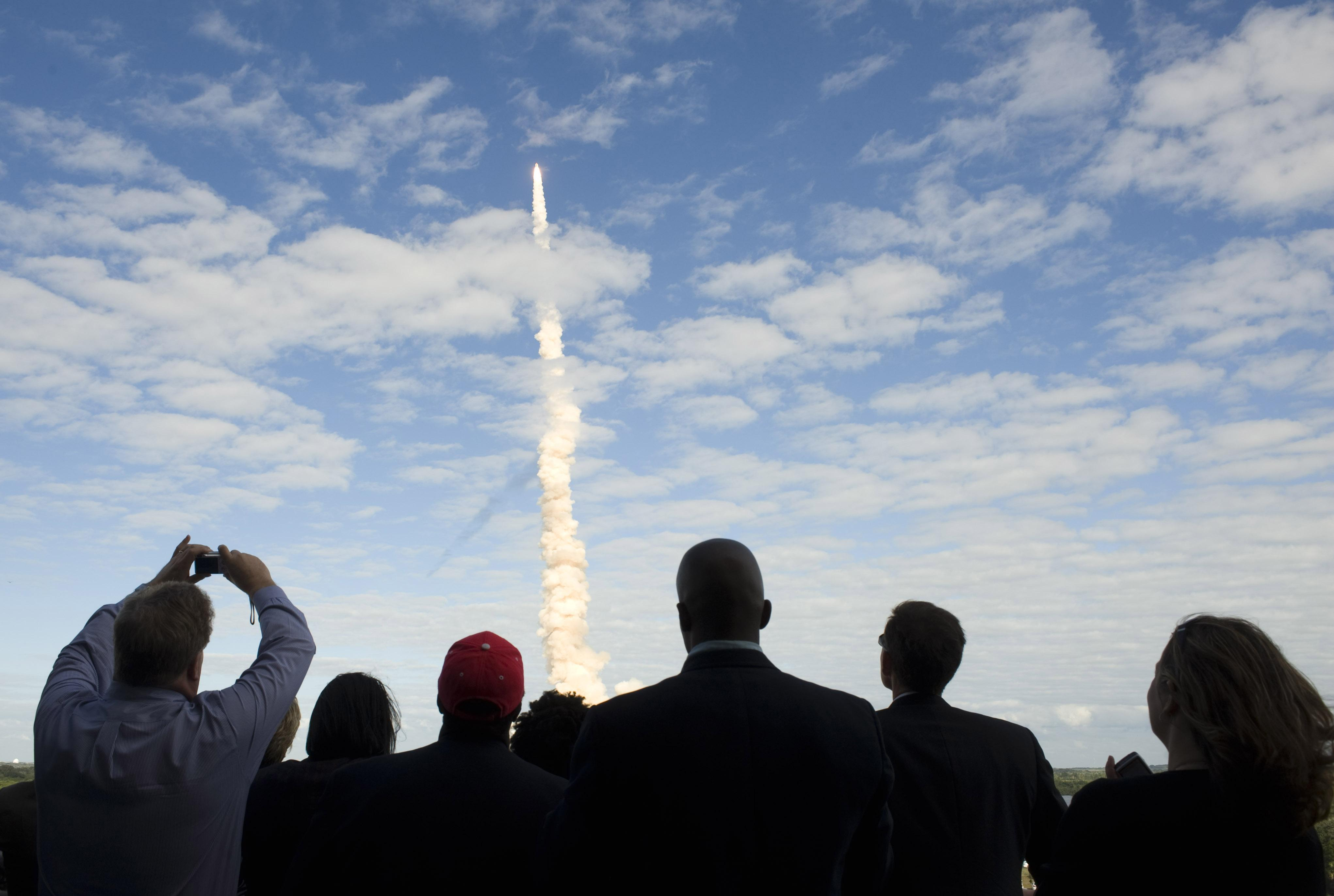
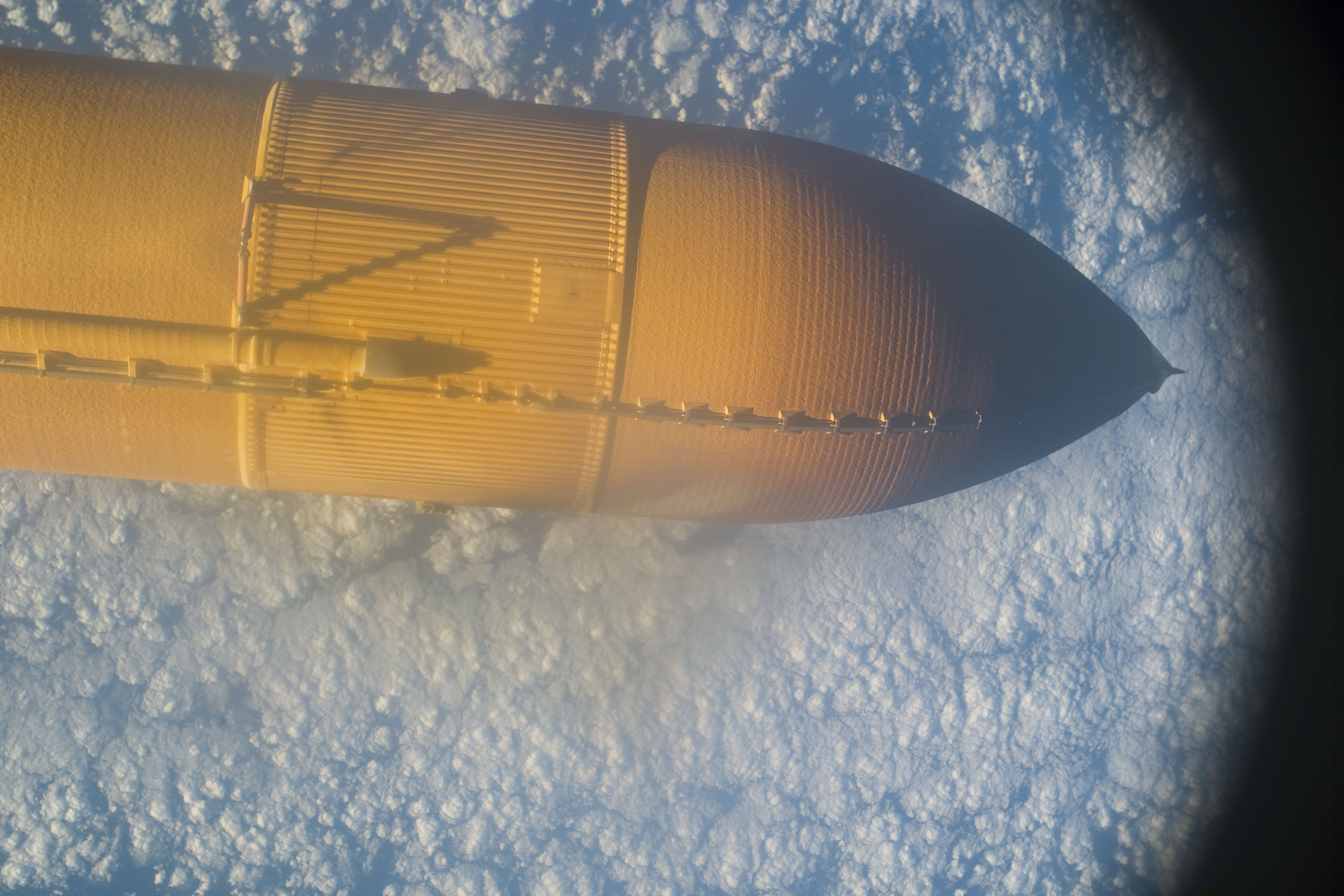